# Dondurma

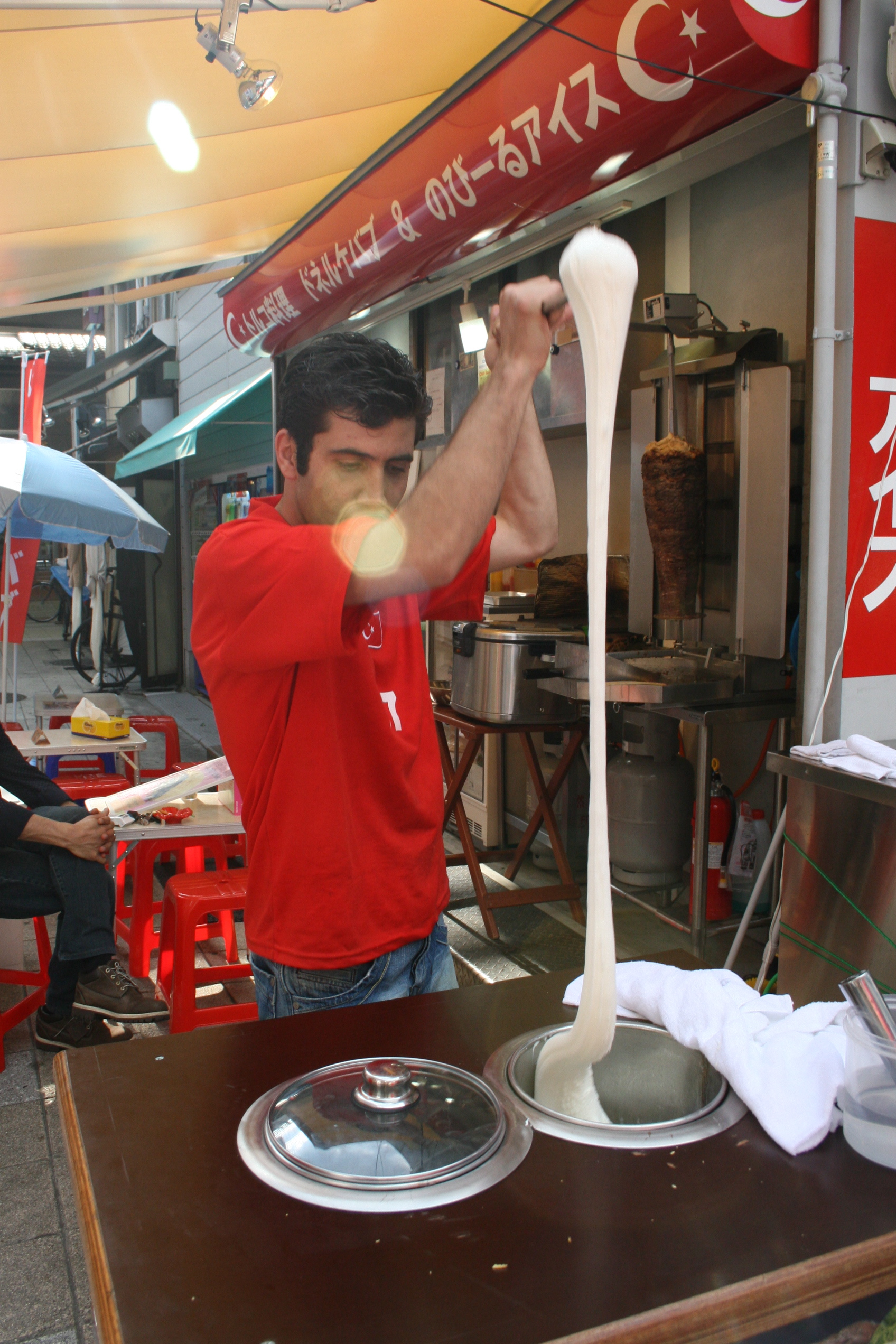
En glassförsäljare i Japan håller upp Maraş dondurması.

Dondurma är det turkiska ordet för glass. På svenska är det ett ord för turkisk glass.
Det som kännetecknar den turkiska glassen – i synnerhet Maraş dondurması, "glass från Maraş" – är att den är seg, mycket segare än annan glass. När man äter den, går det inte att slicka upp den som med andra typer av glass. Man måste istället bita loss bitar som sedan nästan måste tuggas (om den inte redan har smält). 
Det som gör glassen så seg är en ingrediens som heter salep, vilken utvinns ur roten på vissa orkidéer.